# Зграда амбасаде Француске у Београду
Француска амбасада у Београду је дипломатска мисија Француске Републике у Републици Србији и лоцирана је у српској престоници. Од децембра 2017 њен амбасадор је Фредерик Мондолони.

## Амбасада
Амбасада се налази између Саборне цркве у Београду и Београдске тврђаве гледајући на реку Саву. У њој се налазе заједничка служба за управљање, служба за штампу, дипломатска канцеларија, конзулат, војни аташе и служба унутрашње безбедности.
У згради "Унија" која је лоцирана у пешачкој улици Кнез Михајлова, се налази Француски институт у Србији, служба за сарадњу, економска мисија и Регионални центар за борбу против организованог криминала у јужној Европи.

## Историја
За потребе посланства, београдска општина је продала део дворишта основне школе - упркос протеста родитеља и школског одбора, у јуну 1923. могли су се видети кочићи који су "убаштињавали француско посланство". Зграду је дизајнирао француски архитекта Роже-Анри Експер са српским архитектом Јосифом Најманом као асистентом, 1926 године. То је била тек четврта Француска амбасада изграђена са сврхом, јер у то време обично би изнајмили или реновирали већ постојећу зграду. Изградња је трајала од 1929 до 1933 са инаугурацијом на вече 21. децембра 1935. Церемонија је имала 800 званица које су укључивале и Милана Стојадиновића и високо рангиране државне званичнике вођене Павлом Карађорђевићем и Олгом Карађорђевић. Зграда је тотално дело ар декоа са фасадом, ентеријером, намештајем и осветљењем у стилу. Високи зид низ улицу, ограда парка амбасаде, подигнут је 1936.

### Екстеријер
Коси нагиб терена, на фронту две улице, где је зграда посланства подигнута, представља прави изазов и за најбољег архитекту. Експер је одлучио да овај проблем реши масивном основом здања, које делује пре као фортификација него као приземље савремене палате и степенастом игром неупоредиво лакших габарита и форми у средњој и највишој зони зграде. Тако је на ефектан начин постигнута својеврсна оптичка варка. На геометријски једноставно дефинисаном објекту које има приземље, два спрата и поткровље, средња зона је рашчлањена централно постављеном полукружном формом и трапезоидно обликованим крилима. Ово је и најраскошнија зона здања у оквиру које се налази велики балкон и фино клесани, плитки рељефи. На фасади другог спрата и поткровља се појављује пирамидална каскада и прочеље без икаквог украса, а да би поглед посматрача био фиксиран за бронзану групу „Три грације“, која као круна доминира визуром ове палате са фасадама од белог, венчачког мермера. Стил зграде је типичан за међуратни период, модерни елеметни са монументалним класицизмом и префињеношћу скулптура. Бронзане скулптуре на венцу зграде представљају Слободу, једнакост, братство то јест француски мото, имају висину од 2,80 метра и направио их је скултпор Карл Сарабезол. Он је био Експеров пријатељ и био је познат због ливења бетонских скулптура на иновативан начин, доста његових радова је интегрисано у архитектуру. Бочна крила фасаде имају плитке рељефе који илуструју скраћену историју Француске кроз Верцингеторикса, Јованку Орлеанку, Луј XIV-ог и Маријану (симбол Републике).

### Ентеријер
Зграда има пет спратова, прва два за јавне функције, а преостала три за амбасадора и приватне просторије. Предворје, коме се прилази великим белим мермерним степеницама је декорисано са четири медаљона који представљају реке Француске, а то су Сена, Рона, Гарона и Лоара. Оригинални намештај су радили познати француски мајстори Леле (Jules Leleu) и Субес (Raymond Subes), нажалост њихов намештај који је прављен специјално за амбасаду је или изгубљен или враћен за време Другог светског рата. Амбасада још увек има таписерију познате Гобелинс фирме, као и литографију Пабла Пикаса. Урбана је легенда да ју је он лично донео у Београд, те да је одржана журка плавог коктела у част његовог Плавог периода. Занимљивост је лустер који се налази на девет метара висине и има посебан механизам за спуштање због лакшег одржавања, функционалност и стил карактеристични за ар деко. Такође је интересантан мермерни камин који је декорисан хороскопским знацима.

### Рестаурација
Почетком двадесет првог века, дизајнер Елен де Сен Пјер, унука славног маршала Луј Франше д' Епере предузела је рестаурацију 5,500m2 колико има цело здање, те оригиналног намештаја и уметничких дела. Био је то посао који је захтевао темељно истраживање особености ар декоа, али и историјата зграде. Тако су рељефи, Карла Сарабезола у округлом салону и на фасади Париске улице освежени новим сјајем, као и укупан амбијент унутар којег је стари намештај добио нове тапацирунге, док су се поједини детаљи, као фини орнамент на зиду велике трпезарије појавили након што је са њих скинута боја којом су у међувремену премазани. Марилиз де Касталбажак, сарадница Сен Пјерове и рођака славног модног дизајнера, данима је са групом београдских студената уметности пажљиво скидала дебели намаз боје са фино моделованог основног слоја зида у трпезарији.

## Француски амбасадори у Србији
| De                                 | A    | Ambassadeur                       |
| ---------------------------------- | ---- | --------------------------------- |
| Краљевина Србија                   |      |                                   |
| 1907                               | 1914 | Léon-Eugène-Aubin Coullard Descos |
| Краљевина Срба, Хрвата и Словенаца |      |                                   |
| 1921                               | 1922 | Louis Frédéric Clément-Simon      |
| Краљевина Југославија              |      |                                   |
| 1933                               | 1935 | Paul-Émile Naggiar                |
| 1936                               | 1937 | Robert de Dampierre               |
| 1937                               | 1940 | Raymond Brugère                   |
| 1940                               | 1940 | Roger Maugras                     |
| СФРЈ                               |      |                                   |
| 1944                               | 1945 | Henry Gauquié                     |
| 1945                               | 1950 | Jean Payart                       |
| 1950                               | 1955 | Philippe Baudet                   |
| 1955                               | 1955 | Camille Coulet                    |
| 1955                               | 1956 | Jean Baelen                       |
| 1956                               | 1962 | Vincent Broustra                  |
| 1962                               | 1965 | Jean Binoche                      |
| 1965                               | 1970 | Pierre Francfort                  |
| 1970                               | 1977 | Pierre Sebilleau                  |
| 1977                               | 1980 | Jacques Martin                    |
| 1980                               | 1982 | Yves Pagniez                      |
| 1982                               | 1985 | Jacques Dupuy                     |
| 1985                               | 1989 | Dominique Charpy                  |
| 1989                               | 1992 | Michel Chatelais                  |
| Федерална република Југославија    |      |                                   |
| 1992                               | 1992 | Alain Rouillard                   |
| 1996                               | 1996 | Gabriel Keller ·                  |
| 1996                               | 2000 | Stanislas Filliol                 |
| 2000                               | 2003 | Gabriel Keller ·                  |
| Србија и Црна Гора                 |      |                                   |
| 2003                               | 2007 | Hugues Pernet ·                   |
| Србија                             |      |                                   |
| 2007                               | 2010 | Jean-François Terral ·            |
| 2010                               | 2014 | François-Xavier Deniau            |
| 2014                               | 2017 | Christine Moro                    |
| 2017                               | 2017 | (Christophe Lecourtier)           |
| 2017                               |      | Frédéric Mondoloni                |

### Дипломатски односи
Односи Србије и Француске постоје још од средњег века, али ће се продубити у 19. веку кроз појачану трговину, те ће официјелно бити успостављени 18. јануара 1879 са отварањем обе легације.
Током 20. века односи ће постати турбулентни. Две земље су били саветници у Првом светском рату, али после Другог светског рате ће односи ослабити. Културне везе ће остати јаке додуше, због Титове политике дистанцирања од Совјетског Савеза. Дипломатски односи су прекинути крајем 1990-их због учествовања Француске у бомвардовању земље.
Односи ће бити поново успостављени 16. новембра 2000 и биће почетак поновној изградњи веза. Промена званичног имена државе 4. фебруара 2003 у држава Србије и Црна Горе није утицала на дипломатске односе, као ни одцепљење Црне Горе од Србије у Мају 2006 године.